# Labritermes
Labritermes es un género de termitas  perteneciente a la familia Termitidae que tiene las siguientes especies:
1. Labritermes buttelreepeni
2. Labritermes emersoni
3. Labritermes kistneri